# Campeonato Curdistanês de Futebol de 2022-23
A Kurdistan Premier League 2022-23 ou Excellence Division foi a 17ª edição oficial da principal divisão do Campeonato Curdistanês de Futebol. Foi organizada pela Associação de Futebol do Curdistão Iraquiano.
O campeonato iniciou-se em outubro de 2022, com a participação de 16 times curdos, dos quais 3 participam também da Premier League Iraquiana.

## Sistema de Disputa
Todos os times jogam entre si, em turno e returno, pelo sistema de pontos corridos. Ao final das 30 rodadas, a equipe que somar mais pontos terá sido a campeã. As duas piores equipes em pontos serão rebaixadas para a Divisão 1, que é o segundo nível do campeonato curdistanês.

### Clubes participantes
Participariam desta edição os 14 clubes melhores colocados da temporada anterior mais os 2 times promovidos da Divisão 1. No entanto, a equipe do Newroz Sports Club desistiu do torneio pouco antes do seu início, sendo automaticamente rebaixada.
| Clube                       | Cidade       | Província  | Melhor resultado                     |
| --------------------------- | ------------ | ---------- | ------------------------------------ |
| Ararat Sport Club           | Erbil        | Erbil      | 3º colocado (2012-13)                |
| Akre Sport Club (P)         | Akre         | Dohuk      | sem informação                       |
| Brayati Sport Club          | Erbil        | Erbil      | Campeão (2020-21)                    |
| Chamchamal Sports Club      | Chamchamal   | Suleimânia | sem informação                       |
| Chwarqurna Sports Club (P)  | Chwarqurna   | Suleimânia | sem informação                       |
| Darbandikhan Sports Club    | Darbandikhan | Suleimânia | sem informação                       |
| Dohuk Sports Club           | Dohuk        | Dohuk      | Campeão (2006-07, 2007-08 e 2008-09) |
| Handren Sport Club          | Erbil        | Erbil      | Campeão (2010-11)                    |
| Hawler Peshmarga Club       | Erbil        | Erbil      | Campeão (2016-17)                    |
| Newroz Sports Club (X)      | Suleimânia   | Suleimânia | 1º colocado (2019-20)                |
| Said Sadiq Football Club    | Said Sadiq   | Suleimânia | sem informação                       |
| Shaqlawa Sports Club        | Shaqlawa     | Erbil      | sem informação                       |
| Sherwana Football Club      | Suleimânia   | Suleimânia | Vice-campeão (2020-21)               |
| Sirwani Nwe Sports Club (C) | Suleimânia   | Suleimânia | Campeão (2021-22)                    |
| Soran Sport Club            | Soran        | Erbil      | sem informação                       |
| Zakho Sport Club            | Zakho        | Dohuk      | 6º colocado (2020-21)                |

## Classificação Final
| #  | Equipa               | J  | V  | E  | D  | GP | GC | SG  | Pts | Classificação                        |
| -- | -------------------- | -- | -- | -- | -- | -- | -- | --- | --- | ------------------------------------ |
| 1  | Hawler Peshmarga (C) | 31 | 14 | 10 | 7  | 35 | 20 | +15 | 52  | Campeão                              |
| 2  | Ararat SC            | 28 | 12 | 9  | 7  | 34 | 21 | +13 | 45  | Salvos                               |
| 3  | Handren SC           | 28 | 10 | 11 | 7  | 31 | 23 | +8  | 41  | Salvos                               |
| 4  | Shaqlawa SC          | 28 | 10 | 11 | 7  | 35 | 29 | +6  | 41  | Salvos                               |
| 5  | Soran SC             | 28 | 11 | 6  | 11 | 37 | 50 | −13 | 39  | Salvos                               |
| 6  | Said Sadiq FC        | 28 | 11 | 6  | 11 | 29 | 31 | −2  | 39  | Salvos                               |
| 7  | Chwarqurna SC        | 28 | 9  | 9  | 10 | 25 | 24 | +1  | 36  | Salvos                               |
| 8  | Sherwana FC          | 28 | 9  | 9  | 10 | 37 | 35 | +2  | 36  | Salvos                               |
| 9  | Sirwani Nwe          | 28 | 9  | 8  | 11 | 27 | 25 | +2  | 35  | Salvos                               |
| 10 | Brayati SC           | 28 | 8  | 11 | 9  | 35 | 29 | +6  | 35  | Salvos                               |
| 11 | Dohuk SC             | 28 | 10 | 5  | 13 | 41 | 43 | −2  | 35  | Salvos                               |
| 12 | Darbandikhan SC      | 28 | 7  | 12 | 9  | 25 | 29 | −4  | 33  | Salvos                               |
| 13 | Akre SC              | 28 | 8  | 9  | 11 | 24 | 38 | −14 | 33  | Salvos                               |
| 14 | Zakho SC             | 28 | 8  | 8  | 12 | 22 | 27 | −5  | 32  | Salvos                               |
| 15 | Chamchamal SC (R)    | 28 | 7  | 10 | 11 | 24 | 37 | −13 | 31  | Rebaixados para Divisão 1 de 2023-24 |
| 16 | Newroz SC (R)        | 0  | 0  | 0  | 0  | 0  | 0  | 0   | 0   | Rebaixados para Divisão 1 de 2023-24 |

Última atualização em 31 de dezembro de 2023
Fonte: [carece de fontes?]
Regras para classificação: 1º pontos; 2º saldo de gols; 3º gols pró.
(C) = Campeão; (R) = Rebaixado; (P) = Promovido; (O) = Vencedor do play-off; (A) = Classificado para a próxima fase. 
Somente aplicável se a temporada não tiver terminado: 
(Q) = Classificado para a fase do torneio indicada; (TQ) = Classificado para o torneio, mas não para a fase indicada; (DQ) = Desclassificado do torneio.

## Premiações
| Campeonato Curdistanês de Futebol de 2022-23 |
| -------------------------------------------- |
| Hawler Peshmarga Campeão (2º título)         |

### Segunda Divisão
Erbil SC (campeão) e Ranya SC (vice) classificaram-se para a Premier League de 2023-24.

## Ligações Externas
- Kurdistan FA - Página oficial no Facebook (em curdo)